# Neofriseria
Neofriseria är ett släkte av fjärilar som beskrevs av  Klaus Siegfried Oskar Sattler 1960. Neofriseria ingår i familjen stävmalar, Gelechiidae.

## Bildgalleri

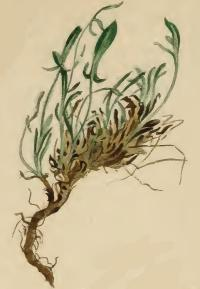
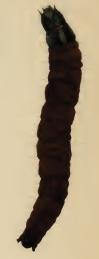
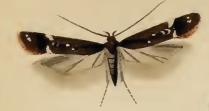

## Dottertaxa tillNeofriseria, i alfabetisk ordning[2][1]
| Neofriseria caucasicella   |  |                         |  |  |
| Neofriseria mongolinella   |  |                         |  |  |
| Neofriseria peliella       |  | Snedfläckad syrastävmal |  |  |
| Neofriseria pseudoterrella |  |                         |  |  |
| Neofriseria sceptrophora   |  |                         |  |  |
| Neofriseria singula        |  | Rakfläckad syrastävmal  |  |  |